# Зеравшанский округ (СССР)
Зеравша́нский о́круг — один из десяти округов Узбекской ССР — союзной республики в составе СССР в 1926—1930 годах. Административным центром округа являлся Кермине. Округ получил название от реки Зеравшан.
В 1925 году, через короткое время после образования Узбекской ССР, в республике было введено областное деление. Области делились на уезды, а те, в свою очередь на волости. Одной из областей являлось Зеравшанская область. Но спустя меньше года, в 1926 году областное деление было упразднено, и введено деление республики на округи, а те в свою очередь делились на районы. В 1930 году в Узбекской ССР произошло очередная административно-территориальная реформа, округи были упразднены, а входившие в них районы переданы в прямое подчинение республике. Таким образом, республика была разделена на 71 район, которые делились на 1494 сельсовета. Также в республике имелись 9 городов республиканского подчинения, которым подчинялось ещё 204 сельсовета.
Округ делился на 6 районов: Кара-Дарьинский, Катта-Курганский, Керминейский, Нарпайский, Нур-Атинский и Хатырчинский.
С севера граничил с Киргизской АССР в составе РСФСР, с юга Кашка-Дарьинским округом, с запада с Канимехским районом и Бухарским округом, с востока с Самаркандским округом.
По данным Всесоюзной переписи 1926 года, численность населения Зеравшанского округа составляло 278 тысяч человек. Из них, 246 тысяч 620 человек являлись узбеками, а 10 тысяч 476 человек таджиками. Также в округе из нацменьшинств преобладали туркмены (4722 человек), среднеазиатские арабы (4088 человек), русские (3737 человек), казахи (2908 человек) и среднеазиатские (бухарские) евреи (2290 человек). В округе проживали в разном количестве представители ещё около 30 национальностей.